# رشته‌کوه یون
رشته‌کوه یون (انگلیسی: Yun Range) (چینی: 雲嶺; پین‌یین: Yún Lǐng; ت.ت. 'قله‌های ابری') یک رشته‌کوه است که از شمال به جنوب در شمال‌غربی استان یون‌نان، چین امتداد دارد. این رشته‌کوه به صورت وید جایلز به صورت Yun Ling رومانیزه شده است و به صورت تکراری به رشته‌کوه‌های یون‌لینگ نیز نامیده می‌شود. رشته‌کوه یون‌لینگ بین مکونگ در غرب و رودخانه جین‌شا (یانگ‌تسه) در شرق قرار دارد. این رشته‌کوه بخش عمده‌ای از رشته‌کوه‌های بزرگ هنگ‌دوان است.
در زمان‌های تاریخی، یون‌لینگ به‌طور وسیع‌تر به تمام کوهستان‌ها در جنوب و غرب حوضه سیچوان اطلاق می‌شد. در برخی مواقع، این نام برای کوه‌های مین، کوه‌های چیونگ‌لای، کوه‌های داکسوی و دیگر رشته‌کوه‌ها در رشته‌کوه‌های هنگ‌دوان استفاده می‌شد. در این زمینه، استان یون‌نان که به معنای «جنوب کوه‌های ابری» است، از نام رشته‌کوه یون‌لینگ گرفته شده است.
منطقه حفاظت‌شده کوه‌های یون‌لینگ در شهرستان لاینپینگ در ولایت خودمختار نوجیانگ لیسو بخشی از مناطق حفاظت‌شده یون‌نان است و زیستگاه میمون دماغ‌سربالای سیاه است که در معرض خطر انقراض قرار دارد.